# Å æ kjinne ein kar
"Å æ kjinne ein kar" là một bài hát do Harald Tusberg viết lời và Egil Monn-Iversen phổ nhạc. Bài hát được giới thiệu trong vở nhạc kịch Bør Børson Jr dựa trên câu chuyện Bør Børson của Johan Falkberget, được dàn dựng tại Det Norske Teatret vào năm 1972. Bài hát do Britt Langlie thể hiện và là một trong những bài hát nổi tiếng nhất trong vở nhạc kịch. Nhà soạn nhạc Egil Monn-Iversen đã được trao Giải thưởng Danh dự Spellemannprisen năm 1972 cho các nhạc phẩm được ông sáng tác cho vở nhạc kịch. Năm 1974, bài hát được phổ biến trong công chúng qua bộ phim ca nhạc Bør Børson Jr.